# پردیس

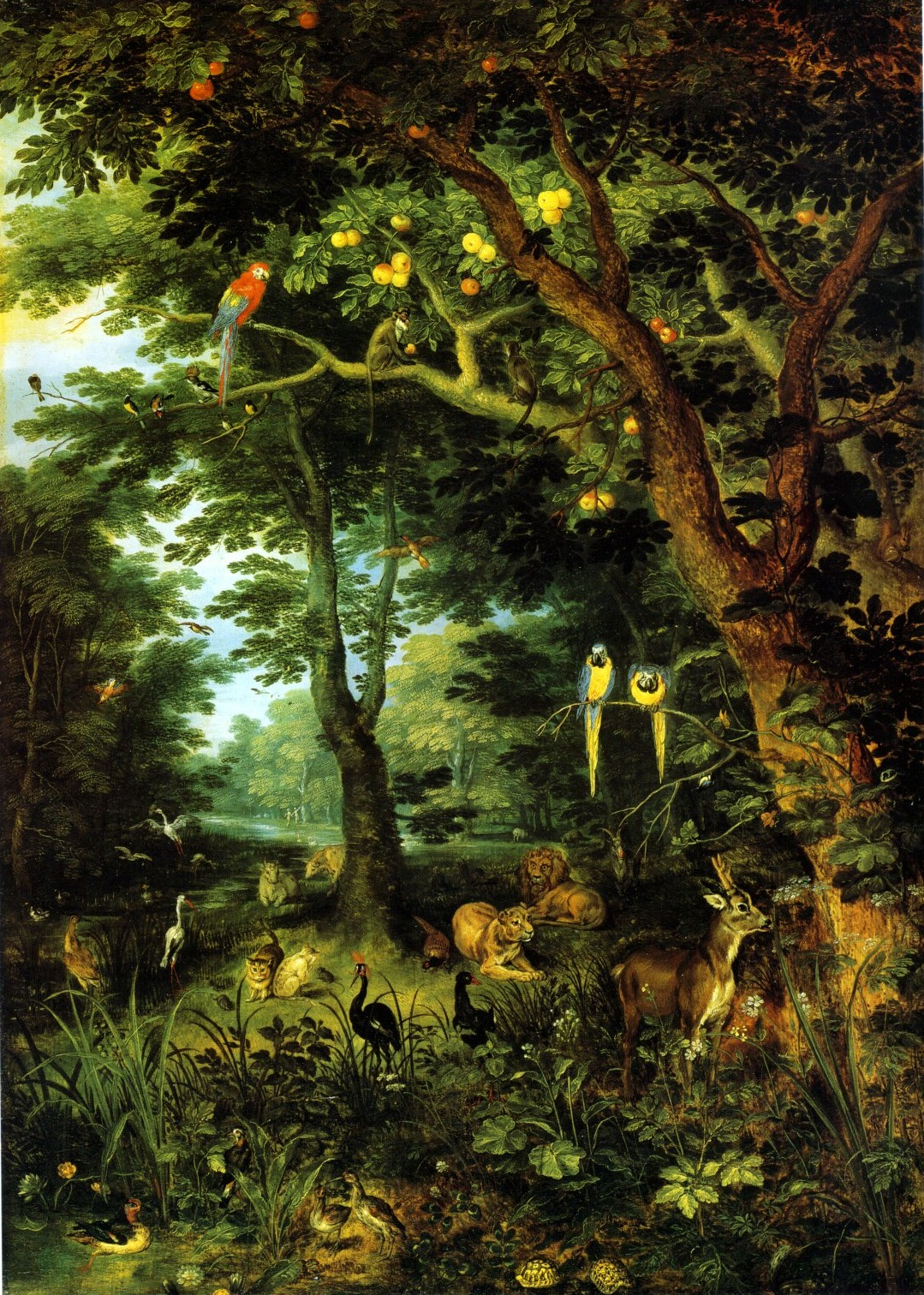
پردیس.

پَردیس در زبان فارسی نامی بوده برای باغ‌هایی بزرگ و جنگل مانند در زمان مادها، هخامنشیان، ساسانیان یا اشکانیان که در آنها جانوران گوناگونی آزادانه زندگی می‌کردند.
واژه پردیس از زبان‌های ایرانی به انگلیسی و فرانسه نیز به صورت (به انگلیسی: Paradise) (به فرانسوی: Paradis) وارد شده‌است و معرب آن به صورت فردیس و فردوس و در بعضی زبانهای اروپایی به صورت پارادایس درآمده، بیشتر به عنوان بهشت شناخته می‌شود و به کار می‌رود.
معنی دیگر این واژه:
در دانشگاه‌ها پردیس به معنی منطقهٔ دانشگاه به معنی منطقه ای که دارای قوانین مجزا از شهر باشد.

## ریشهٔ واژه
واژه‌ایست برگرفته از زبان مادی (پارا+دَئِزا) بمعنی باغ و بستان و در واقع جاییست که اطرافش دیوار باشد (پارا به معنی فرا و دَئِزا به معنی دیوار است). پالیز فارسی و فردوسی از همین واژه می‌باشد. کزنفون گوید: «در هر جا، که شاه (هخامنشی) اقامت کند وبه هرجا که رود، همیشه مراقب است، در همه جا باغهایی باشد پر از چیزهای زیبا، که زمین می‌دهد. این باغ‌ها را پردیس می‌نامند. اگر هوا مانع نباشد، شاه بیش‌تر اوقات خود را در اینگونه باغها به‌سر می‌برد.» اردشیر دوم در کتیبه‌ای در شوش این جمله را نگاشته‌است: «اردشیر‌شاه گوید: به بزرگی اهورمزدا این کاخ پردیس زندگانی را من ساختم. اهورمزدا و میترا مرا از هر بدی بپایند و آنچه را که کرده‌ام نگاهدارند».
واژهٔ یونانی Paradeisos از واژهٔ مادی Paridaiza وام گرفته شده‌است. فارسی باستان آن Paridaida، اوستایی Paridaeza و ایلامی Partetas. این واژه در زبان اکدی به شکل Pardesu و در زبان عبری به شکل Pardes تغییر یافته‌است.
همچنین در افسانه‌های قدیمی نقل شده زیباروی‌ترین دختر ایران زمین به این نام خوانده می‌شده و عشق وی با یکی از پادشاهان سلسلهٔ اشکانیان زبانزد خاص و عام بوده‌است.